# Мъгленица
Мъ̀гленица, наричана и Колудейска или Мъглешка река (на гръцки: Μογλενίτσας, Могленицас, Αλμωπαίος, Алмопеос), е река в Егейска Македония, Гърция.
Мъгленица се образува в областта Мъглен от сливането на различните потоци, извиращи от Нидже, Кожух и Паяк. Извира югозападно под връх Белези и североизточно под връх Зеленбег (2172 m, гранична пирамида № 93) под името Племничур, а по-надолу Салница. Тече първоначално на изток, а после прави завой на юг и до края си следва в общи линии южна посока. След Бериславци (Периклия) носи името Голема река (Роомари), а по-надолу и Кара. Тече в западното подножие на Паяк и минава през нея, за да излезе от Мъглен в Сланицата. До 1930 година се влива в Ениджевардарското езеро и изтича от него като Караазмак (Лудиас). Но с пресушаването на езерото реката се слива с река Вода (Водас) в областта Сла̀ница в регулиран канал, който се влива в Бистрица (Алиакмонас) при село Кулура. Основен приток е негушката река Арапица.
Мъгленица представлява голяма и спокойна река в северната част на Егейска Македония, която в своето течение образува долини, клисури и гъсти гори. Реката е образувана от десетки потоци, поточета и по-малки реки, които извират от планините Нидже, Пиново, Кожух и Паяк. Сред най-важните притоци освен Арапица са Топлица (Τοπλίτσας), Бела вода (Μπέλλα-Βόδας), Голема река (Γκολέμας), Ксиропотамос и други. Повечето притоци се вливат преди село Рудино, където се образува главната река.

## Водосборен басейн
→ ляв приток, ← десен приток
- → Ану Раца

- → Балкаци

- → Вале Сек
- ← Чор
- → Патум

- ← Фузети

- → Църни дол
- ← Дзенска река
- ← Раковица
- → Копривища
- ← Кристалопотамос
- → Ксиропотамос

- → Мочица

- ← Барища (Кайнарджа)

- ← Клисура
- ← Курти
- ← Поток

- ← Белица

- → Бистрица (Вирот)

- → Картанца вода
- ← Делимишница
- → Стека

- → Загорицко
- ← Козяк (Козякас)

- ← Топлица (Колова, Рамни бор)

- → Църна река (Църнана)
- → Сушица

- ← Дерба
- ← Паеновица

- ← Бела вода
- ← Почепски кайнак
- ← Строница (Умин дол)

- ← Перисемли
- ← Бигур
- ← Гавранска

- → Църна река (Мавропотамос)
- ← Калин дол
- ← Вода

- ← Марица
- → Криво деле
- ← Бела река

- → Голема река
- → Киркимос
- → Извор (Валимари)

- → Дулева Кезма
- → Сиамар
- → Куюпица

- ← Лъго
- ← Голема река
- ← Арапица

- → Сясяк
- → Влашки извор
- → Азмак

- ← Кутийка (Кутия)

- ← Гека

- ← Трипотамос